# Thomsdorf (Kreis Heiligenbeil)
Thomsdorf war ein Ort im Kreis Heiligenbeil in Ostpreußen. Heute befindet sich seine Ortsstelle im Stadtkreis Mamonowo (deutsch Heiligenbeil) in der russischen Oblast Kaliningrad (Gebiet Königsberg (Preußen)).

## Geographische Lage
Die Ortsstelle von Thomsdorf liegt ganz im Südwesten der Oblast Kaliningrad, drei Kilometer südöstlich der Stadt Mamonowo (deutsch Heiligenbeil) sowie knapp zwei Kilometer nördlich der russisch/polnischen Staatsgrenze und EU-Außengrenze.

## Geschichte
Erstmals urkundlich erwähnt wurde das damalige Scurbenite im Jahre 1262, wobei es danach Schorbnithen, vor 1500 Thomaßdorff und nach 1620 Thomsdorf hieß. Als Landgemeinde war Thomsdorf von 1874 bis 1945 in den Amtsbezirk Waltersdorf (heute polnisch Pęciszewo) im ostpreußischen Kreis Heiligenbeil eingegliedert, für den Thomsdorf von 1919 bis 1930 den Amtsvorsteher stellte. Im Jahre 1910 zählte das Dorf 288 Einwohner.
Am 1. März 1924 vergrößerte sich Thomsdorf um Teile der Landgemeinde Lönhöfen (russisch Jasnoje), im Amtsbezirk Deutsch Thierau (russisch Iwanzowo), die umgegliedert wurden, und am 21. Februar 1928 wurden umgekehrt Teile der Landgemeinde Thomsdorf (Gemarkung Ruhnenberg) in die Nachbargemeinde Schettnienen (russisch Schtschukino) im Amtsbezirk Karben (Prigorkino) umgegliedert. Die Einwohnerzahl Thomsdorfs belief sich 1933 auf 264 und 1939 auf 260.
In Kriegsfolge wurde 1945 das gesamte nördliche Ostpreußen an die Sowjetunion abgetreten. Die Grenzziehung zum südlichen und an Polen übereigneten Südteils erfolgte weniger als zwei Kilometer südlich von Thomsdorf. Schon in den ersten Nachkriegsjahren verliert sich die Spur des Dorfes, da kein russischer Name benannt wurde und auch keine Zuordnung zu einem Dorfsowjet erfolgte. Wohl wegen der Grenzlage wurde der Ort nicht mehr besiedelt. Heute gilt er als untergegangen. Seine Ortsstelle liegt im Stadtkreis Mamonowo in der Oblast Kaliningrad (Gebiet Königsberg (Preußen)) der Russischen Föderation.

## Religion
Thomsdorf war bis 1945 in das Kirchspiel der evangelischen Kirche Heiligenbeil (Mamonowo) in der Kirchenprovinz Ostpreußen der Kirche der Altpreußischen Union eingepfarrt.

## Verkehr
Die Ortsstelle Thomsdorfs liegt nördlich einer Nebenstraße, die von Mamonowo bis zur Ortsstelle Grünhöfchen an der Staatsgrenze verläuft. Vor 1945 führte diese Straße weiter in das heutige Polen über Waltersdorf (polnisch Pęciszewo) bis nach Eisenberg (Żelazna Góra). Vor 1945 war Thomsdorf Bahnstation an der Bahnstrecke Heiligenbeil-Zinten-Preußisch Eylau.